# Eclipse lunar de 15 de abril de 1995
| Eclipse Lunar Parcial 15 de abril de 1995 | Eclipse Lunar Parcial 15 de abril de 1995 |
| --- | ----------------------------------------- |
| A Lua cruza a borda da extremidade sul do cone de sombra da Terra, de oeste para leste (da direita para a esquerda), com o disco lunar escurecido em seu trecho norte. |                                           |
| Gamma | -0,9593                                   |
| Saros (e membro) | 112 (64 de 72)                            |
| Sequência de eclipses lunares |                                           |
| Anterior | 18 de novembro de 1994                    |
| Próximo | 8 de outubro de 1995                      |
| Duração (hr:mn:sc) |                                           |
| Parcial | 1:13:00                                   |
| Penumbral | 4:16:17                                   |
| Fases e Horários do Eclipse (UTC) |                                           |
| P1 | 10:09:57                                  |
| U1 | 11:41:38                                  |
| Máximo | 12:18:03                                  |
| U4 | 12:54:38                                  |
| P4 | 14:26:14                                  |

O eclipse lunar de 15 de abril de 1995 foi um eclipse parcial, o primeiro de dois eclipses do ano, e único como parcial. Teve magnitude umbral de 0,1114 e penumbral de 1,0836. Teve duração de 73 minutos.
A Lua cruzou a extremidade sul do cone de sombra da Terra, em nodo ascendente, dentro da constelação de Virgem.
O disco lunar passou pela borda da extremidade sul da sombra da Terra, fazendo com que apenas a porção norte da superfície ficasse escura, no interior da umbra, enquanto o restante da superfície se encontrou na faixa penumbral, perdendo gradualmente o seu brilho à medida que se aproxima da região atingida pelo cone de sombra. Dessa forma, a Lua se apresentou com seu trecho norte "comido" pela sombra terrestre.

## Série Saros
Eclipse pertencente ao ciclo lunar Saros de série 112, sendo de número 64, totalizando 72 eclipses da série. O eclipse anterior foi o eclipse parcial de 4 de abril de 1977, e o próximo será com o eclipse parcial de 25 de abril de 2013.

## Visibilidade
Foi visível no Pacífico, Austrália, Nova Zelândia, grande parte da Antártida, centro-leste da Ásia, e em quase toda a América do Norte e Central.
| Região do planeta onde o eclipse foi visível durante o máximo do fenômeno - 12:18 UTC. O sudoeste do Pacífico, próximo às Ilhas Fiji, obteve a melhor observação do meio do eclipse, de onde foi visível à meia-noite. |
| Mapa de visibilidade do eclipse |